# Aşağı Mülkülü
Aşağı Mülkülü è un comune dell'Azerbaigian situato nel distretto di Tovuz. Conta una popolazione di 2 218 abitanti.